# Billancourt (Somme)
Billancourt (picardisch: Bilancourt) ist eine nordfranzösische Gemeinde mit 174 Einwohnern (Stand 1. Januar 2022) im Département Somme in der Region Hauts-de-France. Die Gemeinde liegt im Arrondissement Péronne, gehört zum Kanton Ham und ist Teil des Gemeindeverbandes Est de la Somme.

## Geographie
Die unmittelbar südlich von Nesle an der Départementsstraße D234 gelegene Gemeinde wird im Westen von der Départementsstraße D930 und im Osten von der Départementsstraße D15 begrenzt.

## Geschichte
Die Gemeinde erhielt als Auszeichnung das Croix de guerre 1914–1918.

## Einwohner
| 1962 | 1968 | 1975 | 1982 | 1990 | 1999 | 2006 | 2010 |
| ---- | ---- | ---- | ---- | ---- | ---- | ---- | ---- |
| 167  | 157  | 172  | 169  | 161  | 137  | 159  | 183  |

## Verwaltung
Bürgermeister (maire) ist seit 2008 Claude Patry.

## Persönlichkeiten
- François-Louis du Maitz de Goimpy, französischer Marineoffizier, gestorben 1807 im Schloss Billancourt, kommandierte im Amerikanischen Unabhängigkeitskrieg ein Marinegeschwader.